# Gottfried von Neureuther

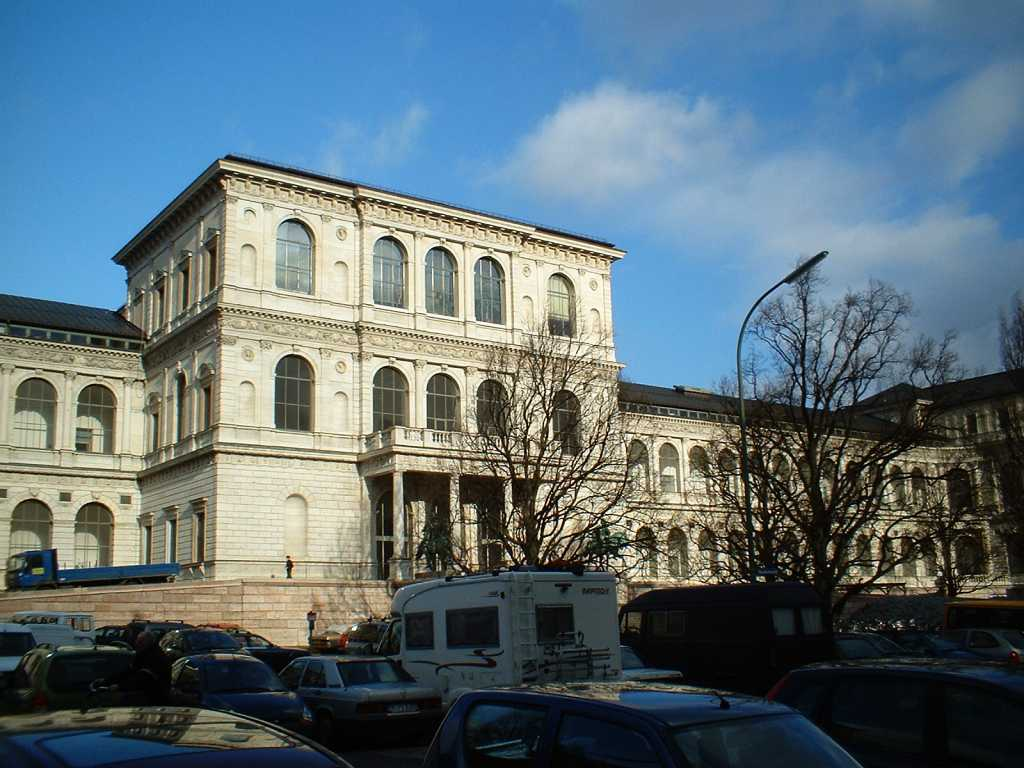
Konstakademien i München.

Gottfried von Neureuther, född 22 januari 1811 i Mannheim, död 12 april 1887 i München, var en tysk arkitekt.
Neureuther studerade i München. Efter att bland annat ha lämnat ritningar till flera järnvägsstationer i Bayern utförde han sina båda storverk i München, Polytechnikum (1866-70) och Konstakademien (1873-85). Neureuthers byggnader betecknade den italienska högrenässansens avgjorda seger över medeltidsstilarna, som allt sedan Ludvig I:s tid härskat i Münchenarkitekturen. Neureuther var från 1857 professor vid Tekniska högskolan i München.